# Werner Edler-Muhr
Werner Edler-Muhr, född 4 februari 1969, är en friidrottare från Österrike. Han deltog vid olympiska sommarspelen 1996.